# هنری فول
هنری فول (انگلیسی: Henry Fool) فیلمی به کارگردانی هال هارتلی است که در سال ۱۹۹۷ منتشر شد. از بازیگران آن می‌توان به توماس جی رایان، پارکر پوزی، لیام ایکن، جیمز سایتو و کوین کوریگان اشاره کرد.